# Burg Heitnau
Die Burg Heitnau ist die Ruine einer Höhenburg bestehend aus einigen Mauerresten. Sie liegt auf einem Hügel, südlich des Heitnauertobels und südlich des Hartnauer Baches auf dem Gebiet der Gemeinde Braunau in der Schweiz. Nur wenige Meter westlich beginnt das Gemeindegebiet von Tobel.

## Geschichte
Der Name, der ursprünglich wohl die «Au eines Heito» bezeichnete, erscheint zum ersten Mal in einer Urkunde vom 4. Juli 1209. Darin wird Arnold von Heitnau als Dienstmann des Grafen Diethelm II. von Toggenburg aufgeführt. Die Burg verwaltete also toggenburgischen Besitz im oberen Lauchetal.
«Wo sich eine Reihe von kleinen linksuferigen Zuflüssen in den Hartenauerbach ergiessen, hatte zwischen denselben die Burg gestanden. Ihre Stelle bezeichnet eine, im Norden ca.62m, im Süden 50 m. breite Zunge, die sich mit sanftem Gefälle vom Nordrande des Plateaus von Oberhausen abdacht und auf drei Seiten steil nach einem tiefen Tobel senkt. Durch das östliche Tobel fliesst der Burgbach, mit dem sich unter dem Nordwestfuss der Zunge eine durch das westliche Tobel herabfliessende Runse vereinigt.»
Die Herrschaft Heitnau wurde im 13. Jh. von der aufstrebenden Komturei Tobel schrittweise übernommen. Nachdem die Vogtei 1258 über einige Güter in Tägerschen an die Komturei gekommen war, vermachte ihr Diethelm IV. von Toggenburg 1275 die Burg mit Gütern und Rechten. Sie war bis gegen die Mitte des 14. Jahrhunderts bewohnt und gehörte bis 1798 zur Herrschaft und Komturei Tobel.
In der Mitte des 13. Jahrhunderts kam es auf der Burg zu einem Brand. Sie wurde wieder aufgebaut, doch konnte dies den langsamen Niedergang nicht mehr aufhalten. 1807 wurden Steine der Wehranlage zum Bau der evangelischen Kirche in Braunau TG verwendet, später auch für das Schulhaus. Danach waren auf dem Burghügel kaum noch Mauerspuren sichtbar.
Dies änderte sich erst, als die Anlage von 1950 bis 1954 unter Einsatz von Strafgefangenen unter wissenschaftlicher Anleitung freigelegt werden konnte. Dabei stellte sich heraus, dass die Fundschichten durch undokumentierte frühere Grabungen stark gestört waren. Dennoch konnten wichtige Erkenntnisse zur Baugeschichte gewonnen werden.